# جون هوستون (مؤرخ)
جون هوستون (بالإنجليزية: John Houston)‏ هو مؤرخ نيوزيلندي، ولد في 1891، وتوفي في 20 يونيو 1962.